# Human Flow
Pour plus de détails, voir Fiche technique et Distribution.
Tourné en 2016, Human Flow est un film documentaire réalisé par Ai Weiwei et co-produit par Participant Media (USA), AC Films et Ai Weiwei Studio (Allemagne). Il a été lancé au Festival international du film de Berlin en février 2017
 et est sorti en salle aux États-Unis en octobre 2017.

## Synopsis
Filmé au cours de l'année 2016 dans 23 pays, Human Flow suit une série d’histoires humaines empreintes d’urgence. Il offre le témoignage de ses sujets, migrants fuyant la guerre, la famine ou la répression, cadres et travailleurs humanitaires tentant de les assister dans leur quête désespérée de sécurité, de justice et de dignité. Ce documentaire constitue une expression visuelle à la fois artistique, factuelle et émouvante des impacts profondément personnels de la crise migratoire en Europe.

## Développement
Les images de Human Flow ont été filmées au cours d'une période d'un an par 25 équipes de tournage en Afghanistan, au Bangladesh, en France, en Grèce, en Allemagne, en Hongrie, en Irak, en Israël, en Italie, en Jordanie, au Kenya, au Liban, en Macédoine, en Malaisie, au Mexique, au Pakistan, en Palestine, en Serbie, en Suisse, en Syrie, en Thaïlande et en Turquie. Certaines images ont été tournées par des drones, d'autres par Ai Weiwei lui-même à l'aide de son portable. Au total, la production a mobilisé environ 200 personnes et couvert plus de 40 camps de réfugiés. Il a été produit par Ai Weiwei, Chin-chin Yap et Heino Deckert. Les producteurs exécutifs sont Andy Cohen (AC Films) avec la participation de Jeff Skoll et Diane Weyermann (Participant Media). En juin 2017, Amazon Studios a fait l'acquisition des droits de distribution du film aux États-Unis en vue de le projeter en salle.

## Fiche technique
- Titre : Human Flow
- Realisation : Ai Weiwei
- Chorégraphie : Heike Hennig
- Production : Ai Weiwei, Chin-chin Yap, Heino Deckert
- Production exécutive: Andrew Cohen, Jeff Skoll, Diane Weyermann
- Montage: Niels Pagh Andersen
- Musique: Karsten Fundal
- Durée : 2h20
- Pays d'origine : Allemagne
- Format : Couleurs
- Genre : Film documentaire
- Date de sortie : 2017
- Distribué par : Lions Gate International (international)[6]

## Distribution
- Princesse Dana Firas de Jordanie : elle-même
- Boris Cheshirkov : lui-même
- Marin Din Kajdomcaj : elle-même
- Ahmad Shuja : lui-même
- Peter Bouckaert : lui-même
- Hanan Ashrawi : interviewés
- Salam Kamal Aldeen : lui-même
- Rania Khaleel Awad Al-Mutamid : elle-même
- Asmaa Al-Bahiyya : elle-même
- Filippo Grandi : lui-même
- Amir Khalil : lui-même
- Muhammed Hassan : lui-même
- Marisa P. Elham et famille : interviewés
- Muna Khalid Karraz : elle-même
- La mère d'Israa Abboud : elle-même
- Hiba Abed : elle-même
- Rozhan Hossin et famille : interviewés
- Wella Kouyou : elle-même
- Rafik Ismail : lui-même
- Israa Abboud : elle-même
- Hind Nahid : elle-même
- Hamza Khawalda et famille : eux-mêmes
- Abeer Khalid : elle-même
- Samah Nabeel : elle-même
- Nida Muhammad : elle-même
- Maya Ameratunga : elle-même
- Rami Abu Sondos : lui-même
- Haneen Khalid : elle-même
- Eman Al-Masina : elle-même

## Distinction
- Mostra de Venise 2017 : sélection officielle (in concorso)
  - Cinema for UNICEF Award[7]
  - CICT-UNESCO Award [7]
  - Fair Play Cinema Award (mention spéciale)[7]
  - Human Rights Film Network Award (mention spéciale)[7]
- Bambi 2017 : récipiendaire du prix dans la catégorie "Courage"[8]
- Tournai Ramdam Festival 2018 : meilleur documentaire
- Autres nominations[9]: Adelaide Film Festival, Cinema Eye Honors, Cinema for Peace, Detroit Film Critics Society, Festival du film de Hambourg, Festival international du film des Hamptons, London Critics Circle Film Awards, Satellite Awards, Festival international du film de Valladolid.